# جیووانا آماتی
جیووانا آماتی (ایتالیایی: Giovanna Amati تلفظ ایتالیایی: [dʒoˈvanna ɑ.mɑ.ti]؛ زادهٔ ۲۰ ژوئیهٔ ۱۹۵۹ در رم) رانندهٔ سابق مسابقات اتومبیل‌رانی فرمول یک اهل ایتالیا است. او یکی از واپسین راننده‌های زن است که در مسابقات قهرمانی جهان فرمول یک شرکت کرده‌است.

## نتایج کامل در فرمول یک
(کلید)
| سال  | شرکت‌کننده                     | شاسی            | موتور              | ۱                  | ۲          | ۳          | ۴       | ۵          | ۶      | ۷      | ۸      | ۹        | ۱۰    | ۱۱       | ۱۲    | ۱۳      | ۱۴     | ۱۵   | ۱۶       | ق.ر. | امتیاز |
| ---- | ----------------------------- | --------------- | ------------------ | ------------------ | ---------- | ---------- | ------- | ---------- | ------ | ------ | ------ | -------- | ----- | -------- | ----- | ------- | ------ | ---- | -------- | ---- | ------ |
| ۱۹۹۲ | موتور ریسینگ دولوپمنتس لیمیتد | برابام بی‌تی۶۰بی | جاد ۳٫۵ لیتری وی۱۰ | آفریقای جنوبی ع.ص. | مکزیک ع.ص. | برزیل ع.ص. | اسپانیا | سان مارینو | موناکو | کانادا | فرانسه | بریتانیا | آلمان | مجارستان | بلژیک | ایتالیا | پرتغال | ژاپن | استرالیا | ر.ن. | ۰      |